# Pelycosaurus
En pelycosaurus (sejløgle) er et medlem af ordenen pelycosauria (sejløglerne) og dyregruppen gælder som forfædrene til de nulevende pattedyr. Udviklingslinjen kaldes "synapside krybdyr" (synapsida) og fraspaltedes de "diapside krybdyr" (diapsida) før Trias.
En repræsentant for denne orden er bl.a. Dimetrodon. 
Fra de pelycosaure krybdyr udvikledes de "therapside krybdyr" (therapsida), og disse spaltedes igen i Trias til to af de tre af nuværende pattedyrs-udviklingslinjer (kloakdyrene og pungdyrene med de placentale pattedyr).